# Rod Roddy
Pour les articles homonymes, voir Roddy.
Rod Roddy est un acteur et un animateur de télévision américain né le 28 septembre 1937 à Fort Worth, Texas (États-Unis), décédé le 27 octobre 2003 à Century City (un quartier de Los Angeles).

## Biographie
Il est célèbre pour avoir été l'annonceur de Bob Barker sur The Price is Right.

## Filmographie
- 1975 : Posse from Heaven
- 1979 : Whew! (série TV) : Announcer
- 1987 : On Location: The Roseanne Barr Show (TV) : Announcer
- 2001 : Disney's tous en boîte (House of Mouse) (série TV) : Mike (voix)
- 2002 : Mickey's House of Villains (vidéo) : Mike (voix)